# Fiat Campagnola
De Fiat Campagnola is een tweedeurs terreinwagen die van 1951 tot 1987 geproduceerd werd door de Italiaanse autofabrikant FIAT. In 1974 werd de eerste generatie Fiat 1101 Campagnola opgevolgd door de Fiat 1107 Nuova Campagnola. De wagen kon geleverd worden met een stoffen kap of een vast dak.

## Eerste generatie (1951-1973)
De Fiat 1101 Campagnola werd aangedreven door een viercilinder lijnmotor met een cilinderinhoud van 1.905 cm³ met een vermogen van 39 kW (53 pk), goed voor een topsnelheid van 110 km/u. Het motorvermogen werd overgebracht naar de vier wielen via een gedeeltelijk gesynchroniseerde vierversnellingsbak. Op aanvraag was een schakelbare krachtafnemer leverbaar. Aan de achterzijde bevond zich een starre as met bladveren en hydraulische telescopische schokdempers. De voorwielen waren individueel opgehangen aan dubbele draagarmen met schroefveren en hydraulische schokdempers. De voorvering is afkomstig van de Fiat 1100 B.
In 1953 verscheen een dieselversie, die net als de Fiat 1400 Diesel en de Fiat 615 N lichte vrachtwagen werd aangedreven door een vier-in-lijn dieselmotor met een cilinderinhoud van 1.905 cm³ met een vermogen van 28 kW (40 pk). Hij bereikte een topsnelheid van 85 km/u.
In 1955 werden beide modellen herzien. Het vermogen van de benzinemotor nam toe tot 46 kW (63 pk), goed voor een topsnelheid van 116 km/u. De nieuwe diesel produceerde 31,6 kW (43 pk) met een topsnelheid van 95 km/u.
De Campagnola werd ook in licentie gebouwd door Zastava Trucks in het voormalige Joegoslavië als de Zastava AR51/AR55. 

## Tweede generatie (1974-1987)
De tweede generatie kwam in 1974 op de markt. Deze Fiat 1107 Nuova Campagnola werd aangedreven door de 1.995 cm³ benzinemotor uit de Fiat 132 met een vermogen van 59 kW (80 pk) en beschikte over een vijfversnellingsbak in plaats van een vierversnellingsbak. De wagen had een nieuwe carrosserie en een nieuw chassis met wielen die voor en achter afzonderlijk waren opgehangen aan dempersteunen en draagarmen met torsiestaafveren.
De dieselversie werd aangedreven door een 1.995 cm³ vier-in-lijn dieselmotor van 44 kW (60 pk). Optioneel was ook een 2.445 cm³ vier-in-lijn dieselmotor met een vermogen van 53 kW (72 pk) leverbaar.
In 1976 werd een militaire versie geïntroduceerd (de AR76).

## Fotogalerij

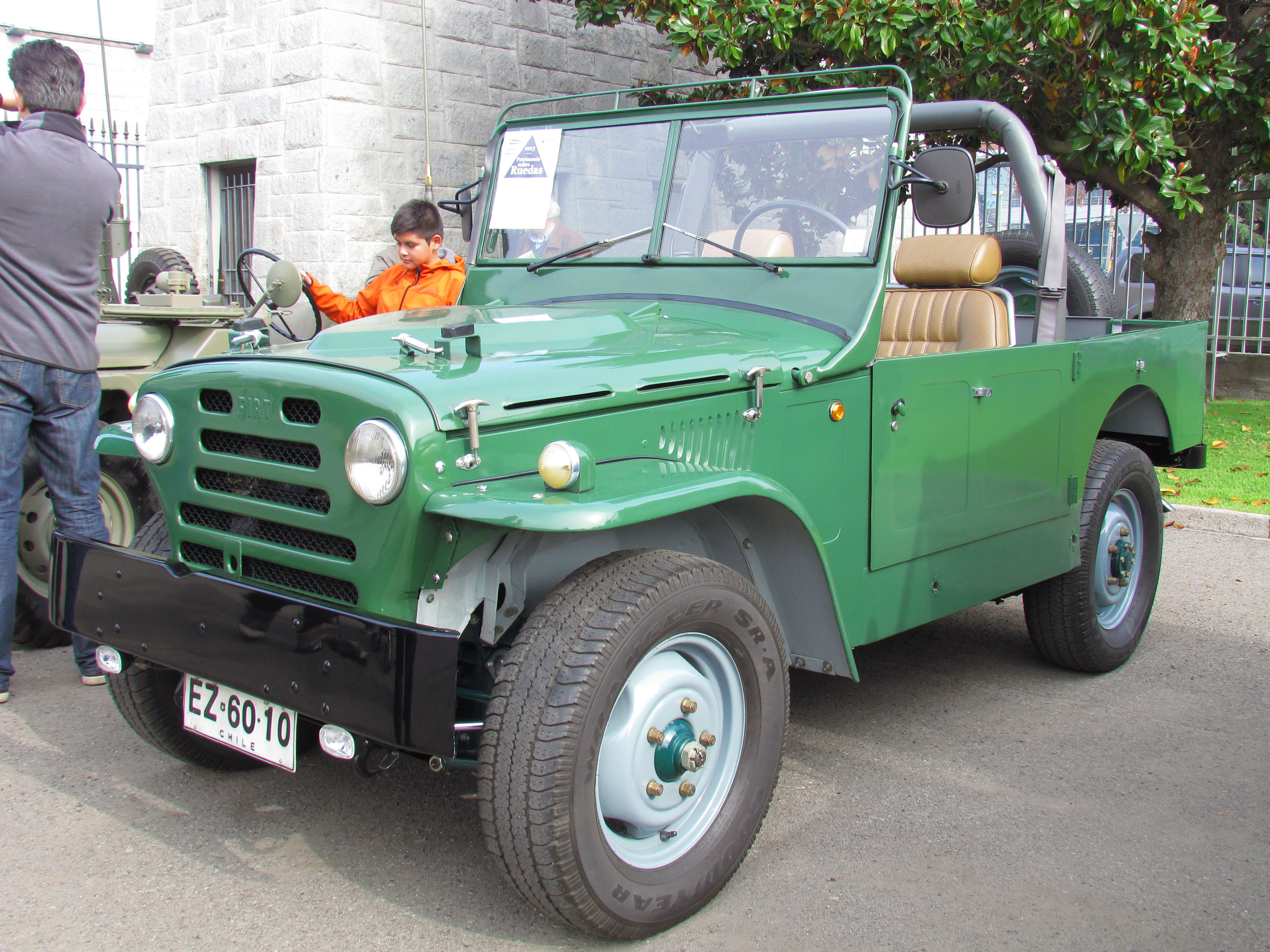
Fiat 1101 Campagnola
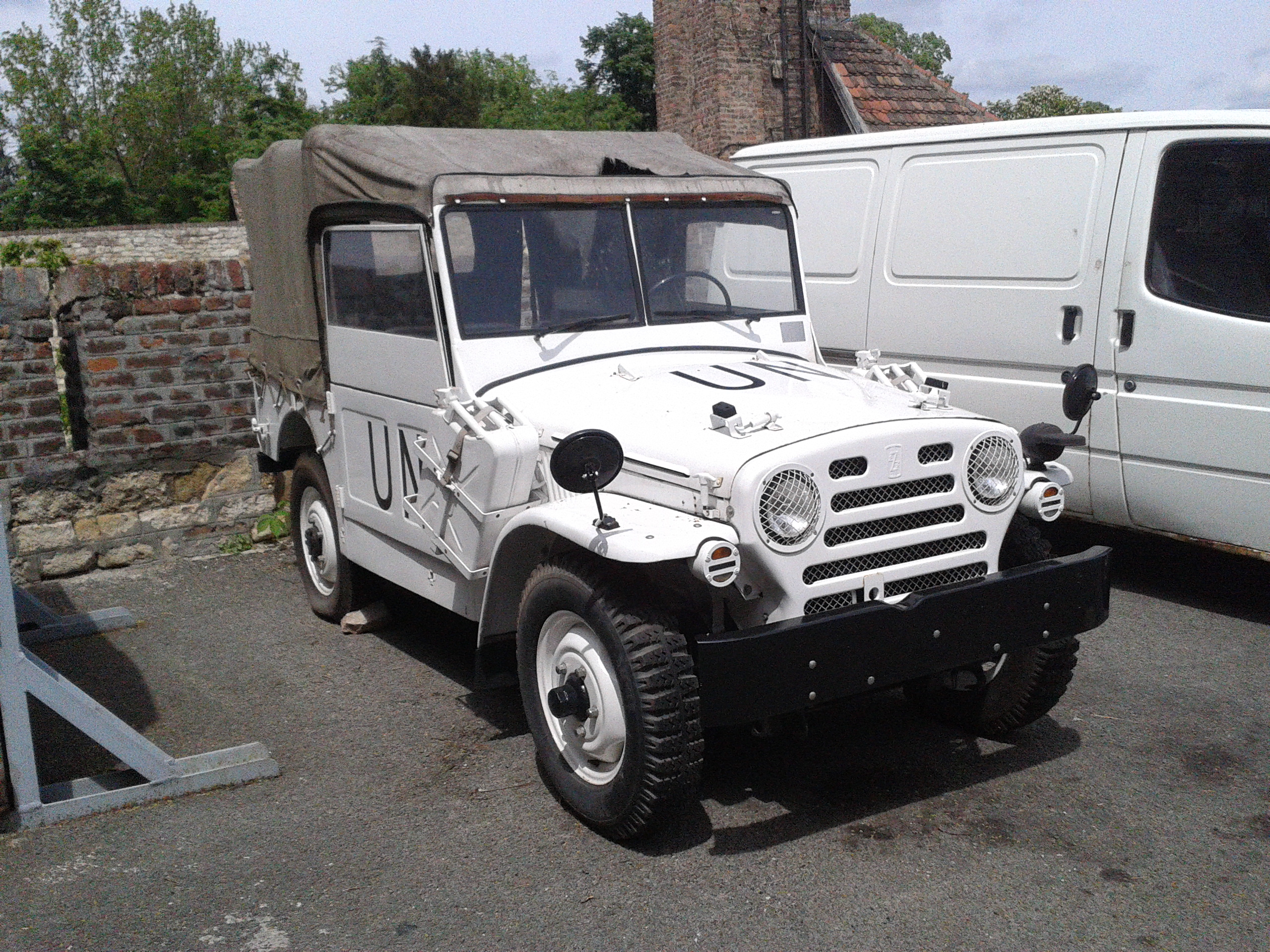
Zastava AR55
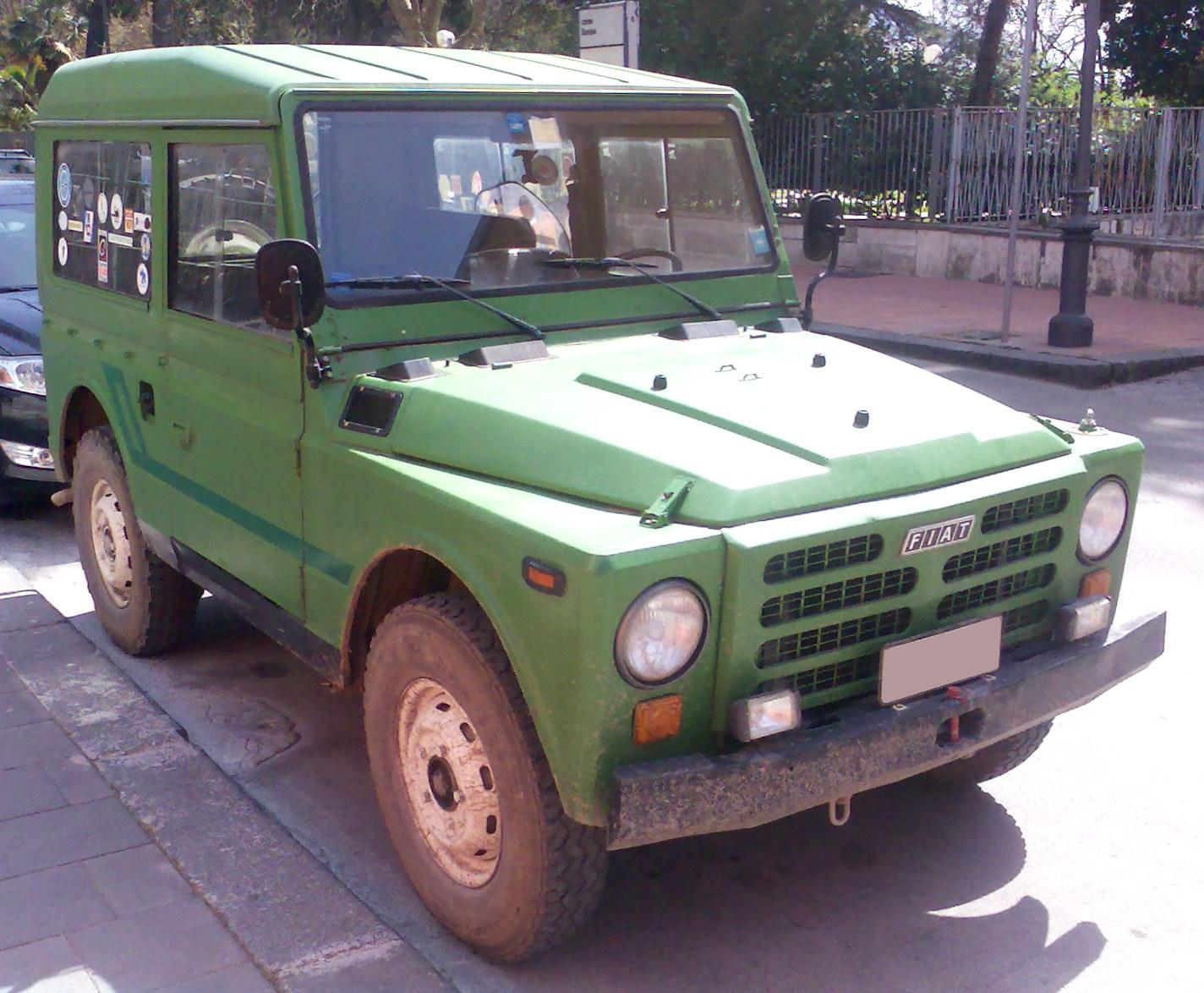
Fiat 1107 Nuova Campagnola
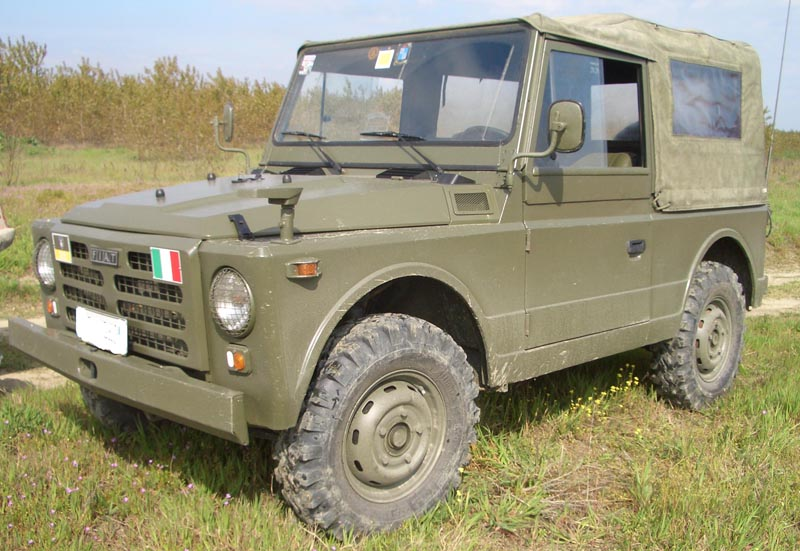
Fiat AR76, de militaire versie van de Fiat Nuova Campagnola
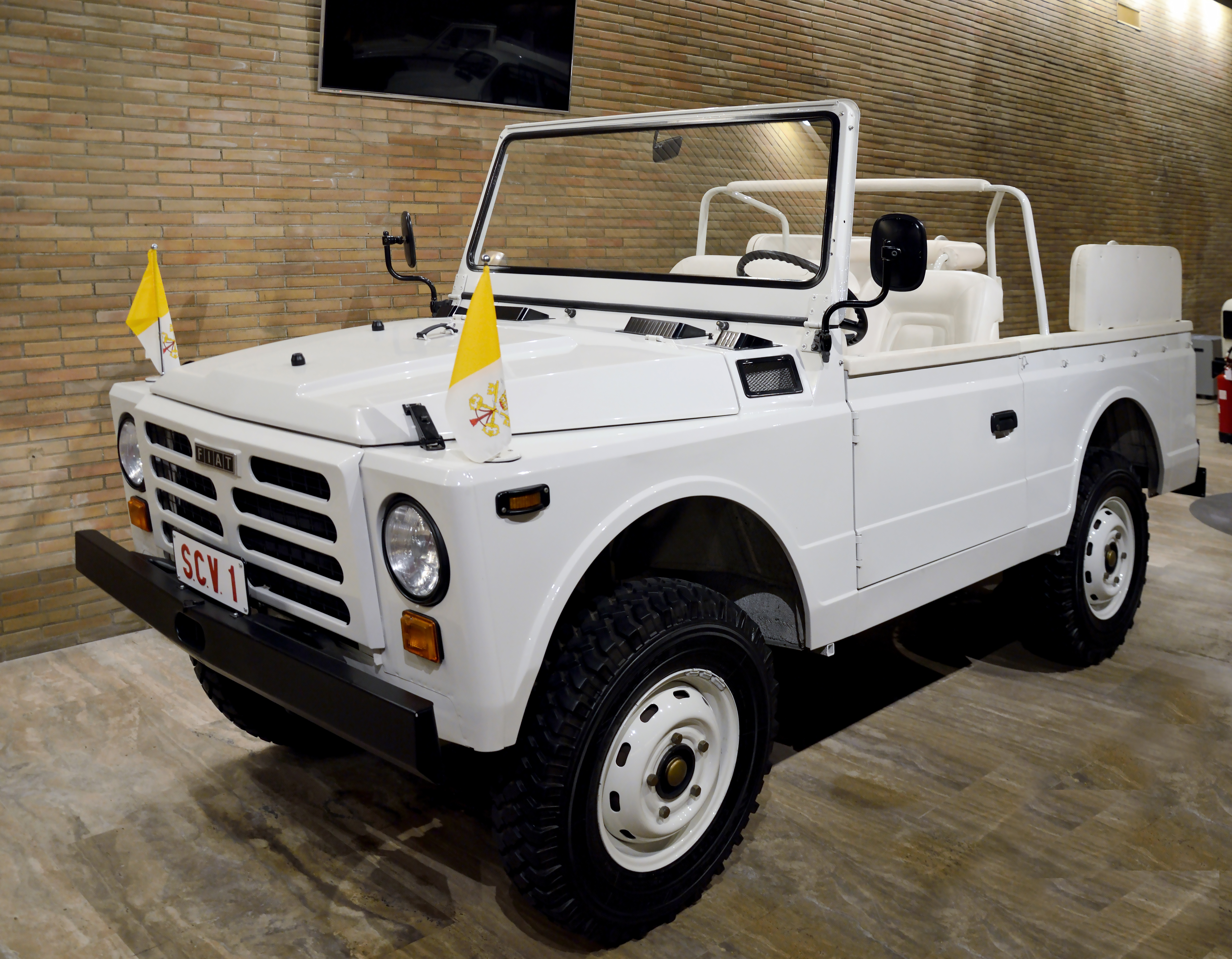
Fiat Nuova Campagnola pausmobiel waarin de moordaanslag op Paus Johannes-Paulus II gepleegd werd.